# Boye (krater)
För andra betydelser, se Boye.
Boye är en nedslagskrater med en diameter på 28 kilometer, på planeten Venus. Boye har fått sitt namn efter den svenska författarinnan Karin Boye.